# Las cuatro almas del coyote
Las cuatro almas del coyote (en húngaro: Kojot négy lelke) es una película de animación húngara de 2023 dirigida por Áron Gauder.
Fue seleccionada como la candidata húngara a la mejor película internacional en los Premios Óscar 2024.

## Sinopsis
Jóvenes indígenas americanos se encuentran ante la construcción de un conducto de petróleo que atraviesa su tierra ancestral, situado en una pendiente descendente. El abuelo recuerda la narrativa de la Creación, enfatizando la importancia de que cada uno de nosotros encuentre su posición dentro del vasto ciclo de la vida de todas las criaturas.